# Nobelberget
Nobelberget var en privatägd konsert- och evenemangslokal i Sickla i Nacka kommun, som sedan 2015 drevs av ett privat eventföretag. Lokalerna användes tidigare av Akzo Nobel och ligger på ett industriområde som sedan 1930-talet ägts av det av Akzo Nobel, då Kema Nobel, år 1970 uppköpta lim- och kemikalieföretaget AB Casco. Lagret uppfördes i början av 1960-talet och har väggar av vitmålad, murad betongsten.
Området ägs sedan 2014 av Atrium Ljungberg. Enligt ett i mars 2018 föreliggande förslag till Nackas kommunfullmäktige planeras att där uppföra en tät, stadsmässig bebyggelse med 550 bostäder. Planarbetet för detta har pågått sedan 2010.
Av byggnaderna på fabriksområdet avses två tidigare Casco/Akzo Nobel-byggnader bevaras. Den ena är Panncentralen, som byggdes 1944 och den andra är Konsthartsfabriken i tegel, som ritades av Dag Ribbing på Kooperativa förbundets arkitektkontor, uppfördes 1944–1945 och utvidgades 1948.